# (5593) Jonsujatha
(5593) Jonsujatha es un asteroide perteneciente al cinturón de asteroides descubierto el 9 de mayo de 1991 por Eleanor F. Helin desde el Observatorio del Monte Palomar, Estados Unidos.

## Designación y nombre
Designado provisionalmente como 1991 JN1. Fue nombrado Jonsujatha en honor a Jonathan Brian Marsden y Sujatha Nagarajan con motivo de su boda el 14 de noviembre de 1993 en Lexington, Massachusetts. Jon y Sujatha son jóvenes profesionales con talento que son amigos y vecinos del descubridor en California. Los buenos deseos se les extienden por una vida larga, sana y feliz juntos.

## Características orbitales
Jonsujatha está situado a una distancia media del Sol de 2,271 ua, pudiendo alejarse hasta 2,495 ua y acercarse hasta 2,046 ua. Su excentricidad es 0,098 y la inclinación orbital 5,321 grados. Emplea 1250,22 días en completar una órbita alrededor del Sol.

## Características físicas
La magnitud absoluta de Jonsujatha es 13,3. Tiene 7,28 km de diámetro y su albedo se estima en 0,175. 